# Chironomus curtimanus
Chironomus curtimanus är en tvåvingeart som först beskrevs av Jean-Jacques Kieffer 1910. Chironomus curtimanus ingår i släktet Chironomus och familjen fjädermyggor.
Artens utbredningsområde är Myanmar. Inga underarter finns listade i Catalogue of Life.